# لیمبه، کامرون
لیمبه، کامرون (انگلیسی: Limbe, Cameroon) یک شهر در کامرون است که در منطقه شرق واقع شده‌است.